# Robert Lind
Robert Lind i Kramfors är ett fiktivt postorderföretag som förekom i en sketch i revyn Under dubbelgöken (1979) av Hasseåtage. Robert Lind är där föremålet för en religion som Hasse tror på. Ett tecken på Robert Linds existens är annonserna för dennes postorderfirma i Saxons Veckotidning. Det slutgiltiga beviset för denne gudalike persons existens är att han står i telefonkatalogen. Hade man varit snäll fick man tillbringa livet efter detta i Kramfors, annars hamnade man i Dals Långed. - "I Kramfors är det ljust och vackert medan Dals Långed är ett rent helvete".
Namnet "Robert Lind i Kramfors" travesterar den existerande postorderfirman Clas Ohlson i Insjön.[källa behövs]